# Eròtic Giust
Eròtic Giust és la versió discogràfica de l'espectacle musical representat al Teatre Malic de Barcelona (maig 1998) i a la Sala La Planeta de Girona (maig 1999). El compacte, enregistrat pel grup Casellas Sextet Folk, va merèixer la Menció Especial de Música en els premis Ciutat de Barcelona de l'any 1999.
Segons Marcel Casellas, compositor de les cançons que formen l'espectacle i el disc, «tots els autors van acceptar crear textos eròtics seguint la mètrica del giust-sil·làbic, que consisteix a fer coincidir cada síl·laba del text amb una nota musical. Cada escriptor s'ha apropat a l'erotisme des d'una perspectiva diferent, en general molt poètica». Per Casellas, «aquest tipus de música, base de molts teixits rítmics de melodies tradicionals, sona molt semblant a la suggerent música de Grècia i Turquia. Són sons molt arrelats».

## Cançons de l'espectacle
1. «Goig a la verge que ho ignora» de Jaume Aiats,
2. "Amb un pedaç de nit als llavis» de Joan-Lluís Lluís,
3. "Amèrica" de Miquel Desclot,
4. "Cançoneta llunàtica» de Josep Piera,
5. "Art de pintor» d'Assumpta Margenats,
6. "Jota" de Biel Mesquida,
7. "Hi tornarem sempre que vulguis» de Jaume Arnella,
8. "El temps és guit, l'amor també» de Pep Albanell i
9. "La cançó del bacallà (o potser serà tonyina)» de Joan Soler i Amigó (basada en un conte recollit per Joan Amades).